# Sammy van Tuyll van Serooskerken
Samuel Ernest dit Sammy, baron van Tuyll van Serooskerken (né le 10 octobre 1951 à Velp) est un homme politique néerlandais. Il est un des cofondateurs du Parti Libéral Démocrate (Liberaal Democratische Partij, abrégé en LibDem) et est tête de liste de ce parti aux élections législatives de 2006 et 2012.

## Éducation
Après ses études secondaires, van Tuyll a étudié la médecine à l'Université de Groningue. Diplômé en médecine en 1976, il a ensuite étudié l'économie et le droit à l'Université d'Amsterdam, où il a obtenu ses diplômes en 1983 et 1987.

## Carrière
Après une carrière à la Banque Centrale Néerlandaise (De Nederlandsche Bank) et au ministère des finances, van Tuyll a travaillé à Bruxelles de 1994 à 2001 ; il a été conseiller économique à la Commission Européenne puis conseiller financier à la représentation permanente. En 1994, il a pris l'initiative du groupe Tindemans sur les institutions européennes, un groupe de réflexion qui a examiné les institutions européennes dans la perspective de l'élargissement à 27 États membres. Il est co-éditeur du Guide de l'Utilisateur de l'Euro et a enseigné l'économie à l'Université Libre de Bruxelles (ULB).

## Engagement politique
Van Tuyll a été impliqué dans la promotion du libéralisme aux Pays-Bas et en Europe pendant de nombreuses années. Il était membre du conseil du Parti Populaire pour la Liberté et la Démocratie (VVD), mais l'a quitté en 2004 parce qu'il ne partageait pas ses vues de plus en plus euro-sceptiques. En 2004, il a participé aux élections européennes avec un nouveau parti, "l’Europe démocratique". Dans la perspective du référendum néerlandais de 2005 sur la Constitution Européenne, il a écrit le livre Contre l'Europe, dans lequel il expliquait que ceux qui veulent une Union Européenne efficace, démocratique et responsable devraient voter contre le projet de Constitution. Il a proposé des amendements concrets à la Constitution afin de la rendre acceptable pour une majorité de la population néerlandaise.

## Vie personnelle
Membre de la famille van Tuyll van Serooskerken, vieille famille de noblesse néerlandaise, Sammy Van Tuyll est l'aîné de quatre enfants. Son père, Hendrik Nicolaas Cornelis, baron van Tuyll van Serooskerken était maire de Doesburg et Lochem sous l'étiquette du Parti Travailliste (PvdA). Il est marié et a six enfants. Il joue de la guitare et a été membre de plusieurs steelbands[réf. nécessaire].